# Gachal család

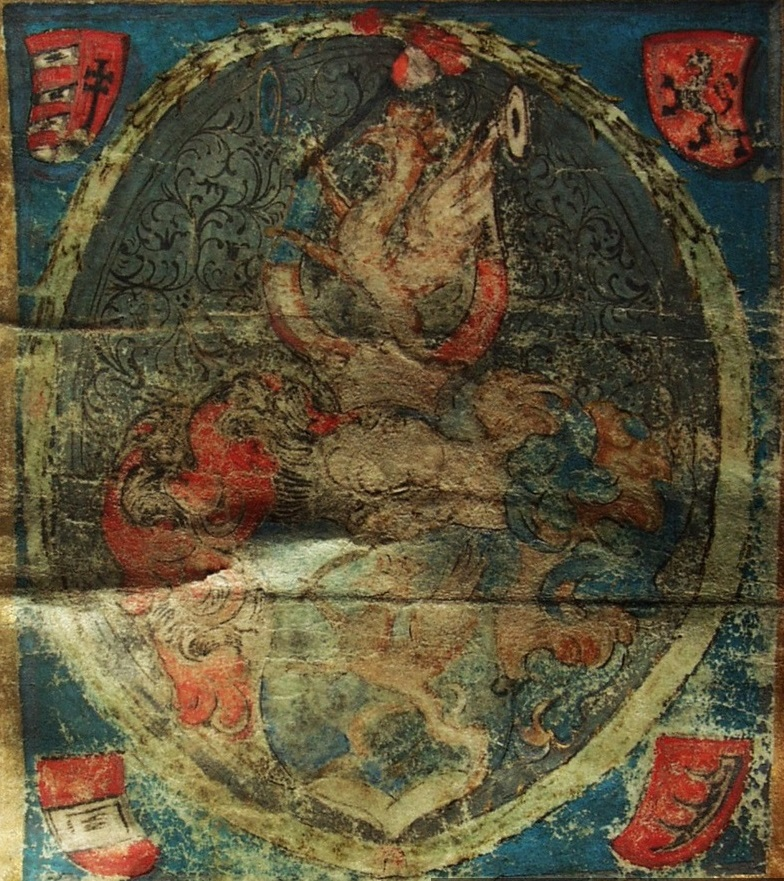
Az eredeti Gachal-Eölvedy címer 1618-ból

A Gutkeled nemzetségből eredő Gachal, más néven Eölvedy nemesi család előbb Szatmár, majd Esztergom és Heves vármegyék életében játszott jelentős szerepet.

## A család eredete
A Gachal (másként Eölvedy) család a Szatmár vármegyei Gachal (mostani írásmód szerint Gacsály) községtől nyerte a nevét. 1344-1358 évek között említtetnek akkori oklevelekben Boris és László de Gachal. Ezek a Gutkeled nemzetségbeli Elleus Szatmár vármegyei alispán fiai voltak, és tőlük származik a Gacsályi család, melynek egyik oldalágát alkotják az Eölvedy-Gachalok.

## Esztergom vármegyében

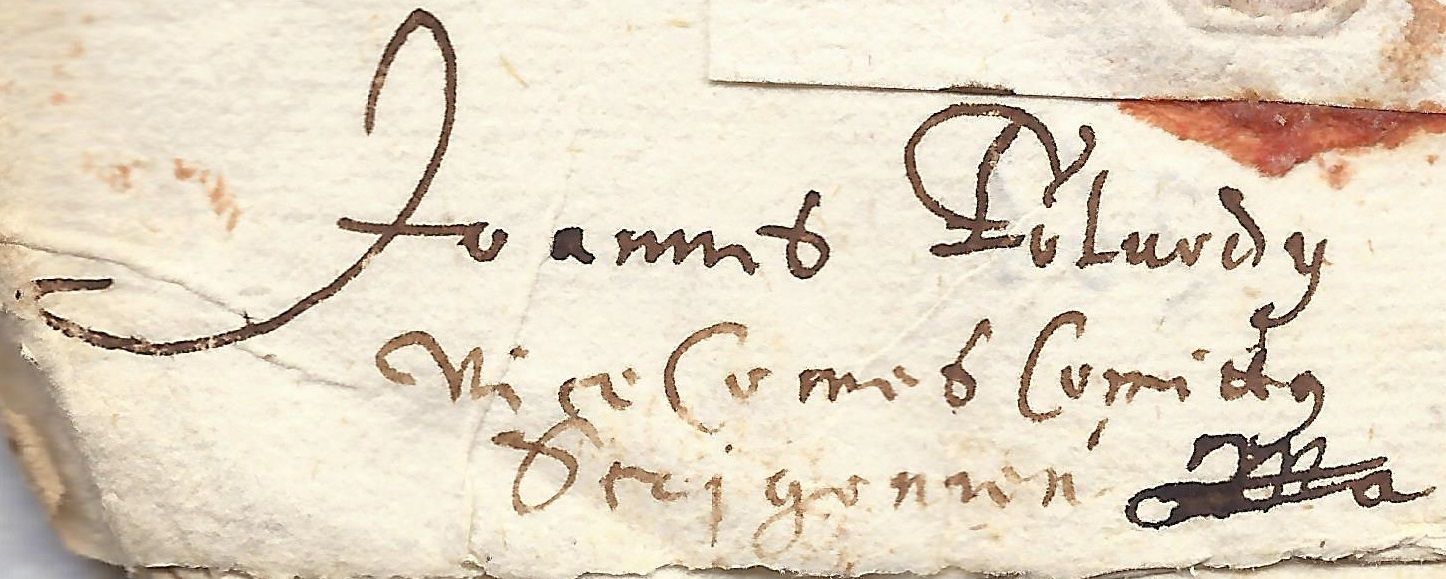
A címerszerző (Gachal)-Eölvedy János Esztergom vármegyei alispán aláírása 1615-ből

1570-ben "Mező Ölveden" a török adóösszeírásban Gacsal Tamás és 3 fia (Dénes?, Balázs, Ferenc) szerepelt, ezen felül Zselíz városában Gacsal Máté és fia István szerepelt.
1618. április 11-én II. Mátyás király Bécsben kelt oklevelével Gachal (Eölvedy) János Esztergom vármegyei alispánnak és unokatestvérének, Jakabnak, valamint a már született és születendő utódaik részére címert adományoz, elismervén régi nemességüket. A címer leírása: Kékben kettős halom felett koronázott aranygriff kardot tart; sisakdisz: két ökörszarv (jobbról kék-arany, balról ezüst-vörös) között a pajzsalak kiemelkedőn karddal, melynek hegyén levágott turbános törökfő; takarók: vörös-ezüst, kék-arany. Kihirdette Esztergom megye, másolata a Magyar Országos Levéltárban található. (Act. Cott. Comar. Doc. nob. Nr. 119.) Hogy hogyan és mikor származott nyugatra, Gacsályról Eölvedre János és Jakab valamelyik őse, még további kutatást igényel.
A család az esztergomi érsek egyházi nemesei közé tartozott, és a verebélyi és szentgyörgyi érseki szék joghatósága alatt állt. Férfi tagjai a megye török hódoltsága idején javarészt az érsekújvári vár katonái voltak. Megyei hivatalokat is betöltöttek: a címert kapó Gachal János 1615-ben (amikor tanúkihallgatáson vett részt a törökök okozta sérelmekkel kapcsolatban) és 1618-ban Esztergom vármegyei alispán, unokatestvére vagy fia, Jakab 1641-47 között esküdt, Eölvedy Pál 1639-45-ben esküdt, 1645-47-ben pedig jegyző volt.
1664-ben "Mező Ölveden" a törökök Ölvedi Jakabot és fiát Jancsit írták össze.
1698-ban Nagyölveden Gachal Mihály és Gachal Jakab birtokolt 2 "kúriát" (egyházi nemesi telket) a verebélyi szék birtokrendezésekor.

## Heves vármegyében
1692. június 8-án Eölvedről megjelentek Gachal András és Jakab Konkoly László Esztergom megyei alispán és bírótársai előtt és bizonyságlevelet kértek András részére, aki szabad birtok hátrahagyásával Poroszlóra akart költözni. 1693. október 27-én a gyöngyösi vármegyei közgyűlés Gachal Andrást felvette Heves vármegye nemesei közé, és utódai a (mai írásmód szerint) Gacsalok azóta is szép számmal élnek a Heves megyei Poroszlón, valamint a Jász-Nagykun-Szolnok megyei Tiszafüreden és Tiszaszentimrén. Gachal András fia, István Heves vármegye zászlójának őrzője (antesignanus) volt, a család több tagja pedig részt vett az 1809-es franciák elleni utolsó nemesi felkelésben és a győri csatában.

## Neves családtagok

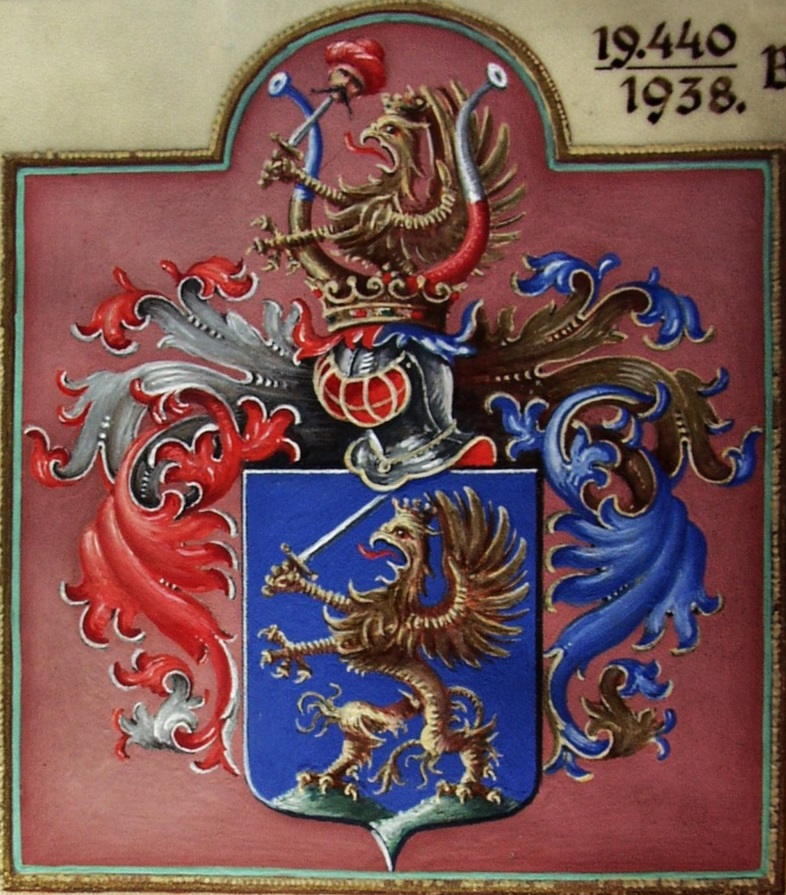
A címer Eölvedy-Gachal József 1938-as nemességigazolásán

- Gachal János (17. század) Esztergom vármegye alispánja
- Gachal Jakab (17. század) vármegyei esküdt
- Eölvedy Pál (17. század) vármegyei esküdt, jegyző
- Gachal János (Poroszló, 1881. június 28. – Torontálvásárhely (Debelyacsa) ? , 1944. november ? .) bánsági református esperes, majd püspök (1942-44), akit a jugoszláv partizánok kínoztak, majd öltek meg.
- Eölvedy-Gachal József (Poroszló, 1889. május 28. – Budapest, 1974.) Rökk Szilárd-díjas festőművész, akinek műveit a Magyar Nemzeti Galéria is őrzi.